# ルートヴィヒ・レオ
ルートヴィヒ・レオ（1924年9月2日 - 2012年11月1日）はドイツの建築家。メクレンブルク＝フォアポンメルン州ロストック市生まれ。主にベルリンで活動しており、国外での知名度はさほど高くないが、それは自身の作品に対する謙虚な姿勢とともに、ジャーナリスティックな関心を注がれることを好まぬ性格によるものである。ベルリン芸術大学在学中はゲオルグ・ナイデンベルガーとパウル・ゴットヒルフ・ラインホルト・バウムガルテン(de:Paul Gotthilf Reinhold Baumgarten)に師事した。後にヴァシリー(en:Wassili Luckhardt)&ハンス(en:Hans Luckhardt)・ルックハルト事務所での可動家具の特許開発のための機構モデル設計にまで続く、ステファン・ヴェヴェルカ(de:Stefan Wewerka)との協同でのオーバーハウゼンの研究所の設計で注目される。評論家のディーター・ホフマン・アクセルム(de:Dieter Hoffmann-Axthelm)によると当時は急進的機能主義者と見なされていた。ディテールの扱いにもはっきり表れるように、使用者と使用法の一対一の関係に重きを置き、社会性を志向することで公共的な活動とそれらの促進を可能とした、その一貫した姿勢にはピーター・クック 、ノーマン・フォスター、エルンスト・ギーゼル(de:Ernst Gisel)といった著名な建築家たちも敬意を表している。その作品の意義は現存している作品が少ないにもかかわらず、3つの建物が登録文化財として保護されていることからも窺い知ることができる。ベルリン芸術大学にて彼の薫陶を大いに受けた建築家として、マックス・ドゥドラー(en:Max Dudler)やクリストフ・ラングホフが挙げられる。

## 略歴
- 第二次世界大戦後すぐにハンブルクで土木工学を学ぶ。
- 1951年 – 1954年 ベルリン芸術大学にて建築を学ぶ。
- 1953年 ケルンのO.M.ウンガース(de:Oswald Mathias Ungers)事務所勤務。
- 1953年 - 1955年 ヴァシリー&ハンス・ルックハルト事務所勤務。
- 1955年 パウル・ゴットヒルフ・ラインホルト・バウムガルテン事務所勤務。
- 1956年 独立。
- 1963年 – 1967年 ベルリン工科大学にてO.M.ウンガース研究室非常勤助手。
- 1976年 ベルリン芸術大学の計画学教授に就任。
- 1982年 ベルリン芸術大学名誉退職。
- 1987年 ドイツ批評家協会賞(de:Deutscher Kritikerpreis)（建築部門）受賞。
- 2008年 ベルリン芸術アカデミーに自身のアーカイヴを寄贈。

## 作品
- 1959年 ロシュミット通りの保育所（ベルリン）
- 1959年 アイヒカンプ国際学生寮第1期（ベルリン）
- 1967年 アイヒカンプ国際学生寮第2期（ベルリン）- 1期2期ともにハンス・C・ミューラー、ゲオルグ・ハインリヒと協同。
- 1965年 ゼーメリング通りの体育館（ベルリン）
- 1973年 ドイツライフセービング協会(en:DLRG)教育・研究所
- 1975年 河流調整所とドイツライフセービング協会ボートクラブ（ベルリン）
- ヴィルヘルムスルーアー・ダムの住宅（ベルリン）